# Interparlamentariska unionen
Interparlamentariska unionen (IPU) är en internationell organisation som verkar för att främja fred, demokrati och multilateralt samarbete. IPU bildades 1889 och har idag 173 parlament som medlemmar, samt elva associerade medlemmar, däribland Europarådets parlamentariska församling och Europaparlamentet. IPU arbetar för att främja dialogen och kontakterna mellan parlamentsledamöterna från de olika medlemsländerna och för att främja de parlamentariska institutionernas utveckling och demokratiska uppbyggnad. Organisationen arbetar därför också med närliggande frågor som representativ demokrati, mänskliga rättigheter, utbildning, forskning, jämställdhet, internationell säkerhet och hållbar utveckling. Man håller två konferenser per år, en vårförsamling och en höstförsamling, där delegater från medlemsländerna deltar. IPU har ett nära samarbete med Förenta nationerna (FN) och har sedan 2002 observatörsstatus i FN:s generalförsamling.

## Historia
På initiativ av fredsvännerna Frédéric Passy och William Randal Cremer sammanträdde medlemmar av engelska och franska parlamenten hösten 1888 i Paris till en överläggning om de åtgärder som borde vidtagas för att främja fredliga lösningar av internationella tvister genom internationell skiljedom. Man beslöt inbjuda alla för saken intresserade parlamentsmedlemmar i världen att 1889 samlas till en interparlamentarisk konferens i Paris. Denna bevistades av parlamentariker från nio länder, däribland Frankrike, England, Förenta staterna, Italien och Danmark. Tanken på interparlamentariskt samarbete vann sedan anslutning och förespråkare i allt vidare kretsar. Vid den andra interparlamentariska konferensen, som hölls i London 1890, deltog även representanter för Sverige, Norge, Tyskland och Österrike. På den tredje interparlamentariska konferensen, i Rom 1891, var alla europeiska riksförsamlingar utom Bulgariens företrädda. Interparlamentariska grupper bildades under dessa och de följande åren inom de flesta europeiska och en del utomeuropeiska parlament. Vid den fjärde interparlamentariska konferensen, i Bern 1892, upprättades en union av dessa grupper, vilken sedermera benämndes Interparlamentariska unionen (franska: Union interparlementaire).
Under tiden mellan Bernkonferensen 1892 och första världskrigets utbrott hölls interparlamentariska konferenser under åren 1894–1897, 1899, 1900, 1903–1906, 1908, 1910, 1912 och 1913. Interparlamentariska möten av mindre omfattning ägde också rum. Bland annat samlades medlemmar av de franska, svenska, danska och norska interparlamentariska grupperna 1904 i Paris på inbjudan av den franska interparlamentariska gruppen, som i sin tur på svensk inbjudan besökte Stockholm 1909. Första världskriget medförde ett allvarligt avbrott i samarbetet, och ingen allmän interparlamentarisk konferens ägde rum åren 1914–1920. Unionen lyckades dock överleva krisen. Den nittonde konferensen, den första efter kriget, sammanträdde 1921 i Stockholm, den tjugonde i Wien 1922 och den tjugoförsta i Köpenhamn 1923. Interparlamentariska grupper fanns år 1924 i alla europeiska stater utom Ryssland och Turkiet, samt även i USA, Japan, Kanada, Chile och Nederländska Indien. Inom varje parlament fick det finnas endast en interparlamentarisk grupp. Totalt fanns det trettio grupper, alla anslutna till unionen. Verkställandet av konferensernas beslut och högsta ledningen av unionens löpande angelägenheter tillkom enligt stadgarna från 1892 en interparlamentarisk byrå (franska: Bureau interparlementaire), som tillika var unionens generalsekretariat och hade sitt säte i Bern. Därjämte bildades 1894 en delegeradeförsamling, som bestod av två av konferensen valda medlemmar från varje grupp och vars särskilda uppgift var att förbereda och organisera konferenserna. Konferensen i Kristiania 1899 avskaffade byrån och delegeradeförsamlingen och upprättade i stället ett råd, bestående av två medlemmar från varje till unionen ansluten grupp, varvid namnet "Bureau interparlementaire" reserverades åt unionens generalsekretariat, som nu blev en självständig institution. Rådet fungerade som unionens överstyrelse och sammankallade konferensen. Enligt beslut av konferensen i Berlin 1908 bildades 1909 en särskild exekutivkommitté, bestående av rådets president som självskriven ordförande och fyra andra medlemmar, valda av konferensen bland rådets ledamöter. Denna kommitté hade överinseende över generalsekretariatet.
Det interparlamentariska arbetet under unionens tidiga år berörde en mångfald politiska, sociala, ekonomiska och kulturella problem. På programmet för såväl unionen och dess konferenser stod frågorna om den internationella rättens utveckling, fred och skiljedom, kontroll över utrikespolitiken, begränsning av upprustningen, likformig lagstiftning och samförstånd mellan folken. Mycket arbete nedlades på förberedelserna till de båda Haagkonferenserna 1899 och 1907. För Nationernas förbund utgjorde den interparlamentariska organisationen ett kraftigt stöd. Den fasta mellanfolkliga domstolen, som folkförbundet upprättade 1922, innebar förverkligandet av en idé, i vars utformning den interparlamentariska organisationen gjorde en av de mest betydande insatserna. Efter första världskriget ägnade sig organisationen mera än förut åt ekonomiska och finansiella frågor och även åt problemet om de nationella minoriteternas rätt.
Från att till en början ha varit en sammanslutning för individuella parlamentariker har Interparlamentariska unionen genom åren utvecklats till en internationell organisation vars medlemmar är parlamenten i suveräna stater. Unionens högsta organ är konferensen, som fram till 1983 i regel sammanträdde en gång om året. Sedan 1984 hålls två konferenser per år, en vårförsamling och en höstförsamling, där delegater från medlemsländerna deltar. År 2017 hade IPU 173 nationella parlament som medlemmar, och därtill elva associerade medlemmar, i form av mellanstatliga parlament. Organisationens fokus har utvecklats vidare till att främja fred, demokrati och multilateralt samarbete och IPU har genom åren stött etableringen av andra multilaterala organisationer och institutioner på mellanstatlig nivå som grundats utifrån samma fredsbevarande ideal, såsom Förenta nationerna och Internationella domstolen i Haag. Genom åren har åtta personer associerade med IPU tilldelats Nobels fredspris. Dessa personer är Frédéric Passy (1901), Albert Gobat (1902), William Randal Cremer (1903), Fredrik Bajer (1908), Auguste Beernaert (1909), Henri La Fontaine (1913), Christian Lange (1921) och Ferdinand Buisson (1927).

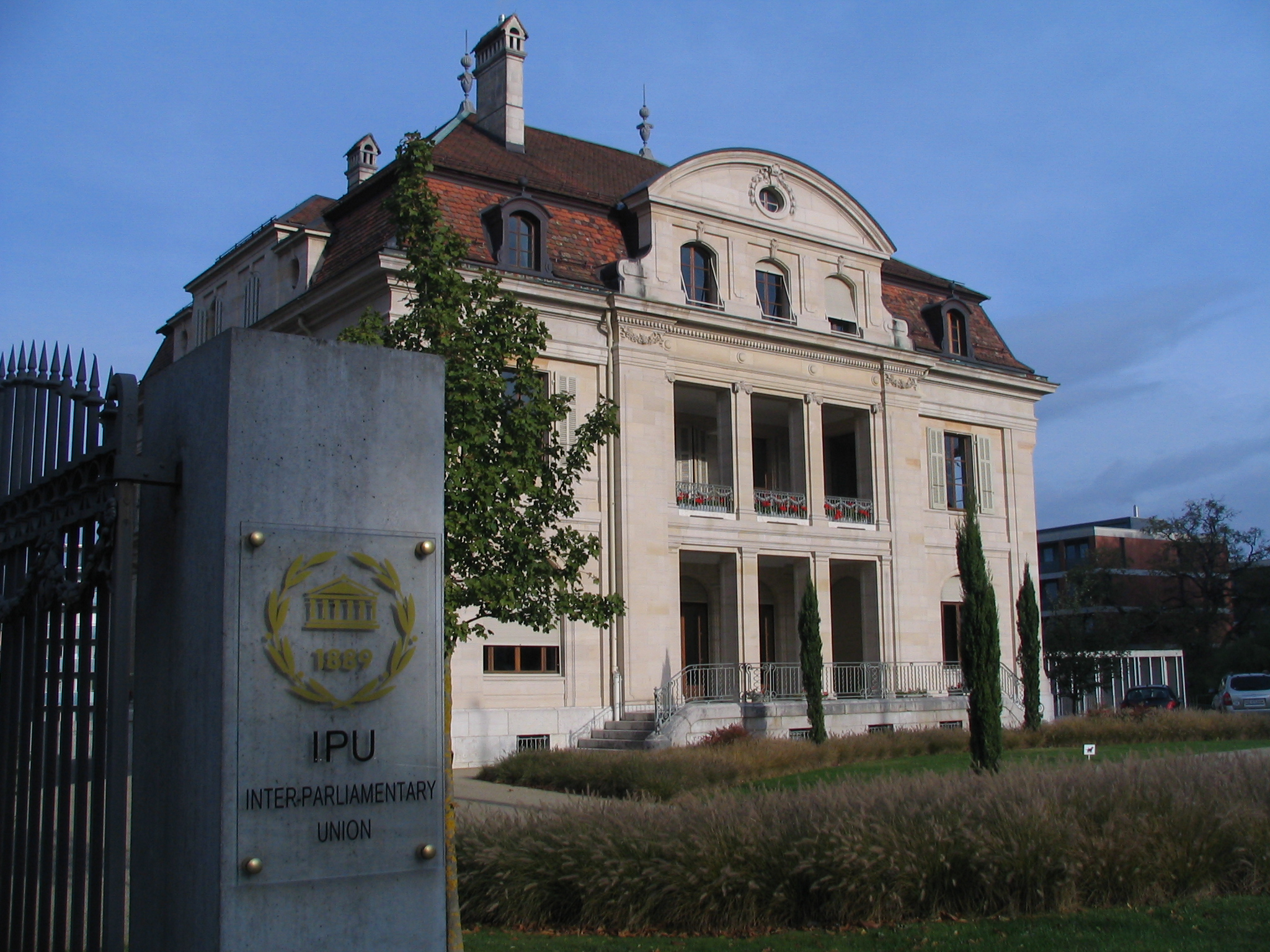
IPU:s generalsekretariat i Genève, 2010.

Idag är alla parlamentsledamöter i medlemsländernas parlament medlemmar i IPU, men som norm finns en utsedd grupp ledamöter inom varje nationellt parlament som regelbundet deltar i IPU:s arbete. Denna grupp utses bland och av parlamentsledamöterna i varje medlemsland. Den interparlamentariska gruppen utser i sin tur det nationella parlamentets delegation vid IPU:s församlingar. Associerade medlemmar, som utgörs av sådana parlament som inte är nationella utan mellanstatliga parlament, deltar med samma rättigheter som ordinarie medlemmar (det vill säga nationella parlament) i IPU:s församlingar, med undantag för att de inte har rätt att rösta eller presentera kandidater till valbara positioner inom unionen. I samband med IPU:s församlingar sammanträder också unionens styrande råd (på engelska: Governing Council) som består av tre utsedda ledamöter från varje medlemsland. Rådet utser unionens president, som också ex officio blir ordförande för rådet och även ex officio ordförande för IPU:s exekutiva kommitté (engelska: Executive Committee), som har tillsyn över unionens administration och även är rådgivande till styrande rådet. Rådet utser även unionens generalsekreterare, samt beslutar om alla viktiga och övergripande angelägenheter för unionen, som budget, medlemskap och policy. Generalsekretariatet var förlagt till Bern 1892–1909, Bryssel 1909–1914 och Kristiania (Oslo) 1914–1920. Sedan 1921 är dess säte Genève i Schweiz.
I samband med IPU:s församlingar sammanträder även unionens fyra ständiga utskott som arbetar riktat med vissa frågor, i vilka ledamöter från samtliga medlemsländer ingår. De fyra ständiga utskotten inkluderar ett utskott för fred och internationell säkerhet, ett för hållbar utveckling, ekonomi och handel, ett för demokrati och mänskliga rättigheter, samt FN-utskottet (IPU har sedan 2002 observatörsstatus i FN:s generalförsamling). IPU har även flera andra aktiva utskott vars uppdrag löper för en viss tid eller slås fast från fall till fall, till exempel utskottet för parlamentarikers mänskliga rättigheter.

## Presidenter och ordförande
- 2017-idag: Gabriela Cuevas Barron (Mexiko)
- 2014–2017: Saber Hossain Chowdhury (Bangladesh)
- 2011–2014: Abdelwahad Radi (Marocko)
- 2008–2011: Theo-Ben Gurirab (Namibia)
- 2005–2008: Pier Ferdinando Casini (Italien)
- 2002–2005: Sergio Paez Verdugo (Chile)
- 1999–2002: Najma Heptulla (Indien)
- 1997–1999: Miguel Angel Martinez (Spanien)
- 1994–1997: Ahmed Fathi Sorour (Egypten)
- 1991–1994: Michael Marshall (Storbritannien)
- 1988–1991: Daouda Sow (Senegal)
- 1985–1988: Hans Stercken (Tyskland)
- 1985 (september): John Page (Storbritannien), interim
- 1983–1985 (april): Izz el din el Sayed (Sudan)
- 1983 (mars-oktober): Emile Cuvelier (Belgien), interim
- 1982–1983 (mars): Johannes Virolainen (Finland)
- 1979–1982: Rafael Caldera (Venezuela)
- 1976–1979: Thomas Williams (Storbritannien)
- 1973–1976: Gurdial Singh Dhillon (Indien)
- 1968–1973: André Chandernagor (Frankrike)
- 1967–1968: Abderrahman Abdennebi (Tunisien), interim
- 1962–1967: Ranieri Mazzilli (Brasilien)
- 1957–1962: Giuseppe Codacci-Pisanelli (Italien)
- 1947–1957: Viscount Stansgate (Storbritannien)
- 1934–1947: Henri Carton de Wiart (Belgien)
- 1928–1934: Fernand Bouisson (Frankrike)
- 1922–1928: Theodor Adelswärd (Sverige)
- 1912–1922: Lord Weardale (Storbritannien)
- 1909–1912: Auguste Beernaert (Belgien)

Källa: Lista över IPU:s presidenter från IPU:s webbsida.

## Generalsekreterare
- 2014– : Martin Chungong (Kamerun)
- 1998–2014: Anders B. Johnsson (Sverige)
- 1987–1998: Pierre Cornillon (Frankrike)
- 1970–1986: Pio-Carlo Terenzio (Italien)
- 1953–1970: André de Blonay (Schweiz)
- 1933–1953: Leopold Boissier (Schweiz)
- 1909–1933: Christian Lange (Norge)
- 1892–1909: Albert Gobat (Schweiz)

Källa: Lista över IPU:s generalsekreterare från IPU:s webbsida.

## Svenska riksdagens interparlamentariska grupp
Svenska riksdagens interparlamentariska grupp bildades i Stockholm den 15 maj 1892 av bland annat riksdagsmännen Arvid Gumælius, Rudolf Klinckowström, Erik Jakob Ekman, Henrik Hedlund och Edvard Wavrinsky. Gruppens namn var ursprungligen Svensk parlamentarisk fredskommitté, men ändrades till Svensk parlamentarisk fredsgrupp 1894, Svensk interparlamentarisk fredsgrupp 1901 och Svenska riksdagens interparlamentariska grupp 1915. Antalet medlemmar var år 1924 143 stycken i första och 205 i andra kammaren eller över 90 procent av riksdagens ledamöter. Från 1913 erhöll gruppen statsanslag. Ordförande i gruppen har genom åren bland annat varit Rudolf Klinckowström, Erik Jakob Ekman, Magnus Höjer, Gullbrand Elowson, Carl Carlsson Bonde, Louis De Geer d.y. och Theodor Adelswärd. Sverige är ännu idag ett av medlemsländerna i IPU. För närvarande består den svenska delegationen av följande ledamöter:
- Cecilia Widegren (M), ordförande
- Dag Larsson (S), vice ordförande
- Eva Lindh (S)
- Ulrika Heindorff (M)
- Mattias Karlsson (SD)

## Nordiska interparlamentariska förbundet
Nordiska interparlamentariska förbundet, ibland även kallad Nordiska interparlamentariska unionen, var ett inom Interparlamentariska unionens ram år 1907 inrättat särskilt nordiskt interparlamentariskt förbund, omfattande de svenska, norska och danska grupperna och med uppgift att möjliggöra närmare samverkan mellan de nordiska länderna i det interparlamentariska arbetet, till främjande av det goda samförståndet mellan rikena. En stor insats i skapandet av detta förbund gjordes av den danske fredsvännen Fredrik Bajer. Förbundet konstituerades vid ett möte av delegerade från de tre nordiska grupperna i Köpenhamn 1907. Det andra nordiska delegerademötet hölls i Stockholm 1910; under följande år hölls sammankomster sedan omväxlande i Stockholm, Oslo och Köpenhamn. Det nordiska interparlamentariska samarbetet pågick oavbrutet även under första världskriget. I spetsen för förbundet stod ett råd, Nordiska interparlamentariska förbundets råd. Presidiet och sekretariatet alternerade mellan de olika länderna. Finlands interparlamentariska grupp anslöt 1924 till förbundet.
Förbundet utgav en periodisk publikation, "Meddelanden från de nordiska interparlamentariska grupperna".
Nordiska interparlamentariska förbundet och dess råd hade en viktig roll vid bildandet av det 1952 bildade Nordiska rådet. Initiativet till bildande av Nordiska rådet kom från Hans Hedtoft vid Nordiska interparlamentariska förbundets tjugoåttonde delegatmöte i augusti 1951.